# Massimo di Efeso
Massimo di Efeso, conosciuto anche come Massimo di Smirne (Efeso o Smirne, 300 circa – Efeso, 372), è stato un filosofo greco antico, neoplatonico, seguace di Giamblico e maestro dell'imperatore Giuliano.

## Biografia
Nato da una ricca e rispettata famiglia a Efeso o a Smirne, ebbe almeno due fratelli, il retore Ninfidiano, «illustre sofista a Smirne» e il «filosofo di chiarissima fama» Claudiano, che insegnava ad Alessandria, che egli superò per «valore».
A Pergamo, insieme con Crisanzio, Prisco ed Eusebio di Mindo, che praticheranno anch'essi la filosofia, sia pure con spirito e contenuti diversi, fu allievo di Edesio di Cappadocia (che era discepolo di Giamblico). Secondo Eunapio, Eusebio espresse forti critiche nei confronti delle pratiche magiche di Massimo al futuro imperatore Giuliano, venuto da lui e da Crisanzio verso il 351 per essere istruito sul Neoplatonismo:
In realtà, proprio le qualità di teurgo di Massimo convinsero Giuliano a frequentarne le lezioni e a essere da lui iniziato ai misteri di Mitra in una grotta di Efeso.
Quando Giuliano divenne imperatore, nel dicembre del 361, fu accolto a corte e divenne suo consigliere spirituale. Scrive il suo biografo che in breve Massimo divenne «insopportabile a corte, indossando vestiti troppo ricercati per un filosofo e mostrandosi intrattabile e scontroso nelle conversazioni».

## Opere
La Suda afferma che Massimo scrisse una serie di opere, tra le quali Sulle contraddizioni insanabili, Sulle previsioni e Sui numeri. Scrisse inoltre un perduto Commentario alle Categorie di Aristotele e un altro sugli Analitici primi, al quale rispose Temistio. Dell'unica opera superstite, benché priva delle sezioni iniziali, il Perì katarchon, sono pervenute anche parafrasi bizantine in prosa e in poesia, conservate in numerosi manoscritti.